# 伯耆大山駅
伯耆大山駅（ほうきだいせんえき）は、鳥取県米子市にある西日本旅客鉄道（JR西日本）・日本貨物鉄道（JR貨物）の駅である。
所在地はJR西日本が蚊屋、JR貨物が二本木である。

## 概要
駅名の由来は当駅南口に正面に見える中国地方一の高峰・伯耆大山に因む。なお、山陰本線には大山口駅もすぐ近く（淀江駅を挟んで隣）にあるため混同しやすい。また、鉄道の通ってない日吉津村の最寄り駅でもある。 
山陰本線を所属線としており、伯備線を加えた2路線が乗り入れている。当駅は伯備線の線路名称上の終点であるが、伯備線のすべての列車は山陰本線を通じて米子駅まで運転され、特急「やくも」と一部の普通列車はその先の出雲市駅方面へ直通する。そのため、当駅折り返しの列車は設定されていない。なお、2015年4月1日時点において、JR貨物は伯備線方面のみ第二種鉄道事業免許を有しており、山陰本線における事業免許は既に廃止されている。
伯備線の特急「やくも」の一部列車および山陰本線の特急「スーパーまつかぜ」の一部列車が、それぞれ停車する（いずれも朝の上りと夕方以降の下りのみ）。その他の特急列車は通過する。快速「とっとりライナー」は全て停車する。
山陰本線の西出雲駅から続いてきた電化区間はこの駅から伯備線(倉敷･岡山)方面へ続く。そのため、鳥取駅を含む浜坂･京都方面はこの先城崎温泉駅(兵庫県豊岡市)まで非電化区間となるため気動車での走行となる。
事務管コードは▲640727を使用している。

## 歴史
- 1902年（明治35年）12月1日：官設鉄道の淀江駅 - 米子駅間に熊党駅（くまんとえき）として開業[1]。旅客駅[1]。山陰線の開通より1ヶ月遅れての開業。
- 1903年（明治36年）8月28日：貨物の取り扱いを開始[1]。
- 1909年（明治42年）10月12日：線路名称制定。山陰本線の所属となる。
- 1911年（明治44年）10月1日：大山駅（だいせんえき）に改称[1]。
- 1917年（大正6年）5月1日：伯耆大山駅に改称[1]。
- 1919年（大正8年）8月10日：伯備北線が伯耆溝口駅まで開業し、分岐駅となる[5]。
- 1928年（昭和3年）10月25日：伯備北線が伯備線の一部となる。
- 1981年（昭和56年）12月：駅舎改築。
- 1985年（昭和60年）10月21日：昭和天皇が第40回国民体育大会に合わせて県内を行幸。お召し列車が浦安駅発、伯耆大山駅着で運転[6]。
- 1986年（昭和61年）11月1日：荷物扱い廃止[1]。
- 1987年（昭和62年）4月1日：国鉄分割民営化により、西日本旅客鉄道（JR西日本）・日本貨物鉄道（JR貨物）の駅となる[1]。
- 1989年（平成元年）7月10日：専用線発着のコンテナ貨物の取り扱いを開始[1]。
- 2015年（平成27年）3月14日：米子駅の機能移転を目的として新設されたコンテナホームと荷役線の使用が開始される。
- 2016年（平成28年）12月17日：ICカード「ICOCA」の利用が可能となる（中国地方の山陰本線では最東端。山陰本線の米子方面は出雲市駅まで各駅で利用できるが、山陰本線の鳥取方面は、兵庫県の城崎温泉駅まで利用できない（通しで乗車もできない）。また伯備線は、当駅と根雨駅、生山駅、新見駅 - 倉敷駅の各駅の相互で利用できる）[7][広報 2]（ICカード専用簡易改札機で対応）。
- 2017年（平成29年）3月4日：当駅のみどりの窓口の営業時間が大幅に短縮。
- 2020年（令和2年）
  - 3月13日：みどりの窓口の営業を終了。
  - 3月14日：みどりの券売機を導入。
- 2024年（令和6年）4月1日：無人化[注 1][2][3]。
- 2025年（令和7年）3月15日：山陰本線鳥取方面においてICカード「ICOCA」の利用が可能となる（倉吉駅以遠を利用する場合のみ）[8][9][10]。

## 駅構造

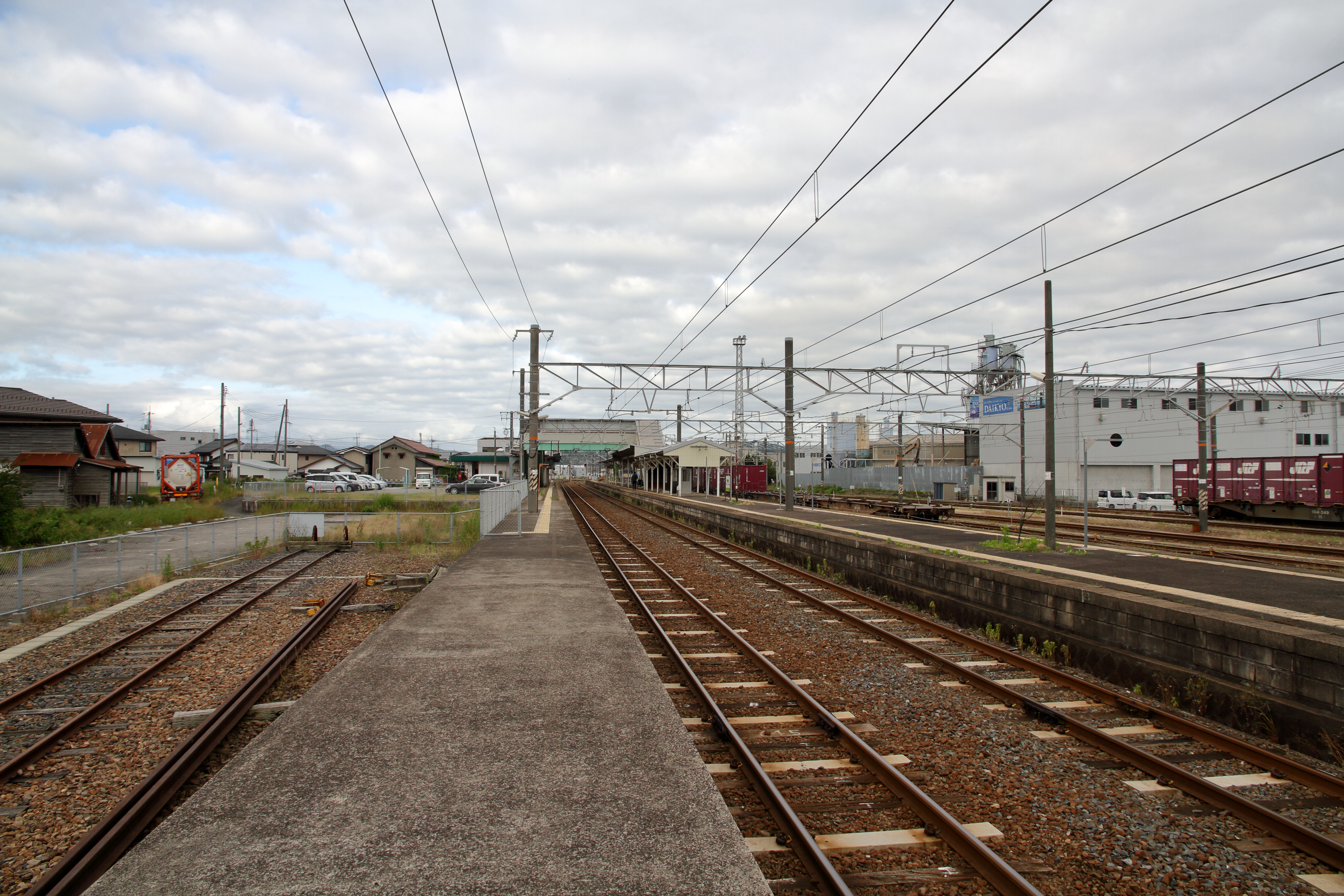
構内（2024年6月）

ホームは単式・島式の複合型2面3線。米子方面は複線（安来駅まで）、鳥取・新見方面はいずれも単線の行違い可能駅でもある。駅舎は単式の1番のりば側にあり、島式の2・3番のりばへは跨線橋で連絡している。
無人駅で、みどりの券売機が設置されている。
特急列車利用者専用駐車場（通称「ご予約駐車場」）も用意されている。
配線上では2番のりばの方が下り本線となっているが、原則として2番のりばは米子方面への特急の通過用としてのみ使われており、下り停車列車は駅舎に面した1番のりば（副本線）に停車する。但し、伯備線方面からの列車で3番のりばの鳥取方面行きへの対面乗換えがある場合は2番のりばに停車するほか、鳥取方面からの列車と伯備線方面からの列車が同時に入線する場合には、伯備線側からの列車が1番のりば、鳥取側からの列車が2番のりばに停車する形を取っている。

### のりば
| のりば | 路線                     | 方向 | 行先                 | 備考                           |
| ------ | ------------------------ | ---- | -------------------- | ------------------------------ |
| 1      | 山陰本線 （ 伯備線含む） | 下り | 米子・松江方面       | 通常の停車列車はこのホーム     |
| 2      | 山陰本線 （ 伯備線含む） | 下り | 米子・松江方面       | 停車列車は一部の普通・快速のみ |
| 3      | 山陰本線                 | 上り | 倉吉・鳥取方面       |                                |
| 3      | 伯備線                   | 上り | 根雨・新見・岡山方面 |                                |

前述したように、1番のりばは下り副本線、2番のりばは下り本線、3番のりばは上り本線である。さらに3番のりばの北側には、ホームのない待避線（上り副本線）が存在する。また、1番のりばは鳥取方面・伯備線方面への折り返しにも対応しているが当駅折り返しの列車はない。複線の構造上、米子方面からの列車は1・2番のりばに入線できない。また、上りは3番のりばにしか入線できないため、鳥取方面と新見方面行きの列車の同時入線もできない。

### 貨物取扱・専用線
JR貨物の駅は、駅構内北側の貨物用留置線から、駅北西にある王子製紙米子工場へ専用線（単線・非電化）が続き、コンテナによる製品・原料の出入荷が行われている。当駅はコンテナ貨物の取扱駅となっているが、かつては有蓋車による飯田町駅などへの製品出荷や、タンク車によるラテックス等の原料の入荷も行われていた。
建造物としては、旅客のものとは別に貨物駅本屋を有し、営業窓口であるJR貨物米子営業所も駅舎内に入っている。

米子駅の機能移転を目的としてコンテナホームと荷役線の新設工事が行われ、2015年3月14日のダイヤ改正より供用開始された。同時に、JR貨物米子営業所も当駅に移転された。以降は専用線以外のコンテナ貨物も取扱っている。
貨物駅としては、東松江駅構内にある東松江新営業所を管轄下におさめている。

## 利用状況
1日の平均乗降人員は以下の通りである。
| 乗降人員推移 | 乗降人員推移 |
| 年度         | 1日平均人数  |
| ------------ | ------------ |
| 2007年       | 1,466        |
| 2008年       |              |
| 2009年       |              |
| 2010年       |              |
| 2011年       | 1,477        |
| 2012年       | 1,548        |
| 2013年       | 1,509        |
| 2014年       | 1,426        |
| 2015年       | 1,404        |
| 2016年       | 1,412        |
| 2017年       | 1,433        |
| 2018年       | 1,500        |
| 2019年       | 1,472        |
| 2021年       | 1,236        |

## 駅周辺
- 王子製紙米子工場
- 日吉津村役場
- 巌郵便局
- 日吉津郵便局
- 日吉津下口簡易郵便局
- 尾高郵便局
- 山陰合同銀行
- 米子警察署蚊屋駐在所
- 米子警察署上新印駐在所
- 米子警察署日吉津駐在所
- 米子松蔭高等学校
- 米子市日吉津村中学校組合立箕蚊屋中学校
- 米子市立箕蚊屋小学校
- 日吉津村立日吉津小学校
- 鳥取県立米子養護学校
- 山陰自動車道米子東インターチェンジ（ジャンクション併設。鳥取・松江方面出入口）
- 米子自動車道米子インターチェンジ（落合・中国道方面出入口）
- 米子流通団地
- 福山通運米子支店
- 国道9号
- 国道431号
- 鳥取県道24号米子大山線
- 鳥取県道53号淀江岸本線
- 鳥取県道160号福頼市山伯耆大山停車場線
- 鳥取県道262号日吉津伯耆大山停車場線

## バス路線
2020年4月1日より路線番号を導入。日本交通 (鳥取県)（日交バス）や日ノ丸自動車（日ノ丸バス）の路線が発着する。
- 日ノ丸バス
  - 22：米子駅（循環右回り）
- 日交バス
  - 55：米子駅（循環左回り）
  - 56・57：本宮・大山寺
  - 58：福万・日下

## その他
- 山陰本線鳥取駅方面 - 伯備線方面間を利用する場合は、当駅に停車する列車同士を乗り継ぐ場合を除き、分岐駅通過の特例で伯耆大山駅 - 米子駅間を往復できる。特例上、東山公園駅、米子駅での途中下車は認められない。
- ワンマン運転の「とっとりライナー」が当駅に停車する際、改札口のLEDは「ワンマンとっとりライナー」と「Tottori-One-Man-Liner」の表示が切り替わる。
- かつては駅構内にキヨスクがあったが、今は撤退している。
- ICOCAの使用履歴について、当駅は「伯大山」と表記されている。

## 隣の駅
西日本旅客鉄道（JR西日本）
 山陰本線
⚫︎特急「スーパーおき」通過
- 特急「スーパーまつかぜ」一部停車駅

■快速「とっとりライナー」（下り）
赤碕駅 → 伯耆大山駅 → 米子駅
■快速「とっとりライナー」（上り）
淀江駅 ← 伯耆大山駅 ← 米子駅
■普通
淀江駅 - 伯耆大山駅 - 東山公園駅
 伯備線（伯耆大山駅 - 米子駅間は山陰本線）
- 特急「やくも」一部停車駅

■普通
岸本駅 - 伯耆大山駅 - 東山公園駅